# Pyrinia zizana
Pyrinia zizana là một loài bướm đêm trong họ Geometridae.